# برج فاینانس
برج فاینانس (به فرانسوی: Tour des Finances) (به هلندی: Financietoren) یک آسمان‌خراش واقع در ناحیه تجاری مرکزی بروکسل در کشور بلژیک است. این ساختمان توسط معماران هوگو وان کووک، مارسل لامبریچ و لئون استینن طراحی شده است. این دومین ساختمان بلند بلژیک است و بیشترین فضای اداری را در بین ساختمان‌های بلژیک دارد.

## ارتفاع
این آسمان‌خراش در زمان ساخت آن دومین ساختمان بلند بلژیک پس از برج جنوب بود. ارتفاع ساختمان ۱۴۵ متر است و دارای ۳۶ طبقه است.

## موقعیت
برج فاینانس در چهارراه بلوار باغ گیاه‌شناسی و خیابان سلطنتی واقع شده است. دسترسی به این ساختمان توسط بسیاری از راه‌های حمل‌ونقل عمومی از جمله ایستگاه مترو و ایستگاه‌های راه آهن بروکسل-مرکزی و ایستگاه راه‌آهن بروکسل شمالی میسر است.